# UEFAチャンピオンズリーグ 2013-14 グループリーグ
UEFAチャンピオンズリーグ 2013-14 グループリーグ (UEFA Champions League 2013–14 group stage)は、2013年9月17日から12月11日まで開催される予定のUEFAチャンピオンズリーグ2013-14 本戦の第1ステージである。予選プレーオフを勝ち抜いた10チームと、直接本戦出場権を獲得した22チームの計32チームで行われる。各グループを勝ち抜いた16チームが決勝トーナメントへ進出する。

## 抽選
UEFAランキングに基づいたシードにより4つの抽選ポットに分けられ、8グループに振り分けられる。なお、同一ポットや同一リーグからは同じグループに振り分けられない。また、同一都市に存在する2チーム（チェルシーとアーセナル、マンチェスター・ユナイテッドとマンチェスター・シティ、レアル・マドリードとアトレティコ・マドリード）が同節にホームゲームを行うことはなく、ロシアの2チームは寒さへの対策として最終節にホームゲームが行われないよう配慮される。
組み合わせ抽選会は、2013年8月29日にモナコのグリマルディ・フォーラムで行われた。
| ポット1                      | ポット1  | ポット1 |
| チーム                       | ポイント |         |
| ---------------------------- | -------- | ------- |
| バイエルン・ミュンヘン       | 146.922  |         |
| バルセロナ                   | 157.605  |         |
| チェルシー                   | 137.592  |         |
| レアル・マドリード           | 136.605  |         |
| マンチェスター・ユナイテッド | 130.592  |         |
| アーセナル                   | 113.592  |         |
| ポルト                       | 104.833  |         |
| ベンフィカ                   | 102.833  |         |

| ポット2                  | ポット2  | ポット2 |
| チーム                   | ポイント |         |
| ------------------------ | -------- | ------- |
| アトレティコ・マドリード | 99.605   |         |
| シャフタール・ドネツク   | 94.951   |         |
| ミラン                   | 93.829   |         |
| シャルケ                 | 84.922   |         |
| マルセイユ               | 78.800   |         |
| CSKAモスクワ             | 77.766   |         |
| PSG                      | 71.800   |         |
| ユヴェントス             | 70.829   |         |

| ポット3                | ポット3  | ポット3 |
| チーム                 | ポイント |         |
| ---------------------- | -------- | ------- |
| ゼニト                 | 70.766   |         |
| マンチェスター・シティ | 70.592   |         |
| アヤックス             | 64.945   |         |
| ドルトムント           | 61.922   |         |
| バーゼル               | 59.785   |         |
| オリンピアコス         | 57.800   |         |
| ガラタサライ           | 54.400   |         |
| レヴァークーゼン       | 53.922   |         |

| ポット4                | ポット4  | ポット4 |
| チーム                 | ポイント |         |
| ---------------------- | -------- | ------- |
| コペンハーゲン         | 32.728   |         |
| ナポリ                 | 31.037   |         |
| アンデルレヒト         | 29.641   |         |
| セルティック           | 24.774   |         |
| ステアウア・ブカレスト | 18.764   |         |
| ヴィクトリア・プルゼニ | 16.837   |         |
| レアル・ソシエダ       | 11.835   |         |
| アウストリア・ウィーン | 8.005    |         |

## 順位決定方法
各グループ内で2チーム以上が総勝点で並んだ場合、以下の順番で順位が決定される。
1. 直接対決の勝点
2. 直接対決の得失点差
3. 直接対決のアウェーゴール数
4. 総得失点差
5. 総得点
6. クラブ及び所属リーグの過去5年間のUEFA積算係数ポイント

## グループ
各グループでホーム・アンド・アウェー方式の総当たり戦を行い、各グループ上位2チームは決勝トーナメント1回戦に進出。3位チームはUEFAヨーロッパリーグ 2013-14の決勝トーナメントに出場し、そのうちの上位4チームはヨーロッパリーグの各グループ首位の12クラブと共にシードされる。
各節の日程は以下の通り。
- 第1節　　2013年9月17・18日
- 第2節　　2013年10月1・2日
- 第3節　　2013年10月22・23日
- 第4節　　2013年11月5・6日
- 第5節　　2013年11月26・27日
- 第6節　　2013年12月10・11日

| グループリーグ順位表の凡例               |
| ---------------------------------------- |
| 決勝トーナメント進出                     |
| UEFAヨーロッパリーグ決勝トーナメント進出 |

### グループA
| team                         | 勝点 | 試合 | 勝 | 分 | 負 | 得 | 失 | 差 |
| ---------------------------- | ---- | ---- | -- | -- | -- | -- | -- | -- |
| マンチェスター・ユナイテッド | 14   | 6    | 4  | 2  | 0  | 12 | 3  | +9 |
| レヴァークーゼン             | 10   | 6    | 3  | 1  | 2  | 9  | 10 | -1 |
| シャフタール・ドネツク       | 8    | 6    | 2  | 2  | 2  | 7  | 6  | +1 |
| レアル・ソシエダ             | 1    | 6    | 0  | 1  | 5  | 1  | 10 | -9 |

| 2013年9月17日 20:45 |

| マンチェスター・ユナイテッド                                | 4 - 2    | レヴァークーゼン                |
| ルーニー 22分, 70分 · ファン・ペルシ 59分 · バレンシア 79分 | レポート | ロルフェス 54分 · トプラク 88分 |

| オールド・トラッフォード, マンチェスター 観客数: 75,811人 主審: ダミル・スコミナ (スロベニア) |

| 2013年9月17日 20:45 |

| レアル・ソシエダ | 0 - 2    | シャフタール・ドネツク  |
|                  | レポート | テイシェイラ 65分, 87分 |

| エスタディオ・アノエタ, サン・セバスティアン 観客数: 27,902人 主審: オビディウ・アリン・ハテガン (ルーマニア) |

| 2013年10月2日 20:45 |

| シャフタール・ドネツク | 1 - 1    | マンチェスター・ユナイテッド |
| タイソン 76分          | レポート | ウェルベック 18分            |

| ドンバス・アリーナ, ドネツィク 観客数: 51,555人 主審: パベル・クラーロベツ (チェコ) |

| 2013年10月2日 20:45 |

| レヴァークーゼン                      | 2 - 1    | レアル・ソシエダ |
| ロルフェス 45+1分 · ヘーゲラー 90+2分 | レポート | ベラ 51分        |

| バイ・アレーナ, レヴァークーゼン 観客数: 27,462人 主審: セルゲイ・カラセフ (ロシア) |

| 2013年10月23日 20:45 |

| レヴァークーゼン                                             | 4 - 0    | シャフタール・ドネツク |
| キースリンク 22分, 72分 · ロルフェス 50分 (pen.) · サム 57分 | レポート |                        |

| バイ・アレーナ, レヴァークーゼン 観客数: 25,184人 主審: ステファヌ・ラノワ (フランス) |

| 2013年10月23日 20:45 |

| マンチェスター・ユナイテッド | 1 - 0    | レアル・ソシエダ |
| I・マルティネス 2分 (o.g.)   | レポート |                  |

| オールド・トラッフォード, マンチェスター 観客数: 74,500人 主審: バス・ナイファイス (オランダ) |

| 2013年11月5日 20:45 |

| シャフタール・ドネツク | 0 - 0    | レヴァークーゼン |
|                        | レポート |                  |

| ドンバス・アリーナ, ドネツィク 観客数: 50,115人 主審: ウィリアム・コルム (スコットランド) |

| 2013年11月5日 20:45 |

| レアル・ソシエダ | 0 - 0    | マンチェスター・ユナイテッド |
|                  | レポート |                              |

| エスタディオ・アノエタ, サン・セバスティアン 観客数: 30,998人 主審: ニコラ・リッツォーリ (イタリア) |

| 2013年11月27日 20:45 |

| レヴァークーゼン | 0 - 5    | マンチェスター・ユナイテッド                                                               |
|                  | レポート | バレンシア 22分 · スパヒッチ 30分 (o.g.) · エヴァンス 66分 · スモーリング 77分 · ナニ 88分 |

| バイ・アレーナ, レヴァークーゼン 観客数: 29,412人 主審: スヴァイン・モーエン (ノルウェー) |

| 2013年11月27日 20:45 |

| シャフタール・ドネツク                                                      | 4 - 0    | レアル・ソシエダ |
| ルイス・アドリアーノ 37分 · テイシェイラ 48分 · ダグラス・コスタ 68分, 87分 | レポート |                  |

| ドンバス・アリーナ, ドネツィク 観客数: 44,348人 主審: オレガリオ・ベンケレンサ (ポルトガル) |

| 2013年12月10日 20:45 |

| マンチェスター・ユナイテッド | 1 - 0    | シャフタール・ドネツク |
| ジョーンズ 67分              | レポート |                        |

| オールド・トラッフォード, マンチェスター 観客数: 75,000人 主審: ミロラド・マジッチ (セルビア) |

| 2013年12月10日 20:45 |

| レアル・ソシエダ | 0 - 1    | レヴァークーゼン |
|                  | レポート | トプラク 49分    |

| エスタディオ・アノエタ, サン・セバスティアン 観客数: 23,408人 主審: トム・ハラル・ハゲン (ノルウェー) |

### グループB
| team               | 勝点 | 試合 | 勝 | 分 | 負 | 得 | 失 | 差  |
| ------------------ | ---- | ---- | -- | -- | -- | -- | -- | --- |
| レアル・マドリード | 16   | 6    | 5  | 1  | 0  | 20 | 5  | +15 |
| ガラタサライ       | 7    | 6    | 2  | 1  | 3  | 8  | 14 | -6  |
| ユヴェントス       | 6    | 6    | 1  | 3  | 2  | 9  | 9  | 0   |
| コペンハーゲン     | 4    | 6    | 1  | 1  | 4  | 4  | 13 | -9  |

| 2013年9月17日 20:45 |

| ガラタサライ | 1 - 6    | レアル・マドリード                                              |
| ブルト 84分  | レポート | イスコ 33分 · ベンゼマ 54分, 81分 · ロナウド 63分, 55分, 90+1分 |

| アリ・サミ・イェン・スポル・コンプレクスィ, イスタンブール 観客数: 47,669人 主審: マーク・クラッテンバーグ (イングランド) |

| 2013年9月17日 20:45 |

| コペンハーゲン    | 1 - 1    | ユヴェントス        |
| ヨルゲンセン 14分 | レポート | クアリャレッラ 54分 |

| パルケン・スタディオン, コペンハーゲン 観客数: 36,254人 主審: イヴァン・ベベク (クロアチア) |

| 2013年10月2日 20:45 |

| ユヴェントス                             | 2 - 2    | ガラタサライ                |
| ビダル 78分 (pen.) · クアリアレッラ 87分 | レポート | ドログバ 36分 · ブルト 88分 |

| ユヴェントス・スタジアム, トリノ 観客数: 33,466人 主審: カッシャイ・ヴィクトル (ハンガリー) |

| 2013年10月2日 20:45 |

| レアル・マドリード                              | 4 - 0    | コペンハーゲン |
| ロナウド 21分, 65分 · ディ・マリア 71分, 90+1分 | レポート |                |

| エスタディオ・サンティアゴ・ベルナベウ, マドリード 観客数: 69,347人 主審: マテイ・ユグ (スロベニア) |

| 2013年10月23日 20:45 |

| レアル・マドリード        | 2 - 1    | ユヴェントス    |
| ロナウド 4分, 28分 (pen.) | レポート | ジョレンテ 22分 |

| エスタディオ・サンティアゴ・ベルナベウ, マドリード 観客数: 77,856人 主審: マヌエル・グレフェ (ドイツ) |

| 2013年10月23日 20:45 |

| ガラタサライ                                  | 3 - 1    | コペンハーゲン      |
| メロ 10分 · スナイデル 38分 · ドログバ 45+1分 | レポート | クラウデミール 88分 |

| アリ・サミ・イェン・スポル・コンプレクスィ, イスタンブール 観客数: 42,798人 主審: アレクサンダー・スタフレフ (マケドニア) |

| 2013年11月5日 20:45 |

| ユヴェントス                         | 2 - 2    | レアル・マドリード          |
| ビダル 42分 (pen.) · ジョレンテ 65分 | レポート | ロナウド 52分 · ベイル 60分 |

| ユヴェントス・スタジアム, トリノ 観客数: 40,696人 主審: ハワード・ウェブ (イングランド) |

| 2013年11月5日 20:45 |

| コペンハーゲン | 1 - 0    | ガラタサライ |
| ブラーテン 6分 | レポート |              |

| パルケン・スタディオン, コペンハーゲン 観客数: 36,204人 主審: マーティン・アトキンソン (イングランド) |

| 2013年11月27日 20:45 |

| レアル・マドリード                                              | 4 - 1    | ガラタサライ |
| ベイル 37分 · アルベロア 51分 · ディ・マリア 63分 · イスコ 81分 | レポート | ブルト 38分  |

| エスタディオ・サンティアゴ・ベルナベウ, マドリード 観客数: 67,728人 主審: ウィリアム・コルム (スコットランド) |

| 2013年11月27日 20:45 |

| ユヴェントス                          | 3 - 1    | コペンハーゲン |
| ビダル 29分 (pen.), 61分 (pen.), 63分 | レポート | メルベリ 56分  |

| ユヴェントス・スタジアム, トリノ 観客数: 39,506人 主審: ヨナス・エリクソン (スウェーデン) |

| 2013年12月10日 20:45 |

| ガラタサライ    | 1 - 0    | ユヴェントス |
| スナイデル 85分 | レポート |              |

| アリ・サミ・イェン・スポル・コンプレクスィ, イスタンブール 観客数: 37,375人 主審: ペドロ・プロエンサ (ポルトガル) |

試合は31分に積雪により中止となり、翌11日の14:00より、中止時点から再開された。
| 2013年12月10日 20:45 |

| コペンハーゲン | 0 - 2    | レアル・マドリード              |
|                | レポート | モドリッチ 25分 · ロナウド 48分 |

| パルケン・スタディオン, コペンハーゲン 観客数: 37,241人 主審: フェリックス・ブリッヒ (ドイツ) |

### グループC
| team           | 勝点 | 試合 | 勝 | 分 | 負 | 得 | 失 | 差  |
| -------------- | ---- | ---- | -- | -- | -- | -- | -- | --- |
| PSG            | 13   | 6    | 4  | 1  | 1  | 16 | 5  | +11 |
| オリンピアコス | 10   | 6    | 3  | 1  | 2  | 10 | 8  | +2  |
| ベンフィカ     | 10   | 6    | 3  | 1  | 2  | 8  | 8  | 0   |
| アンデルレヒト | 1    | 6    | 0  | 1  | 5  | 4  | 17 | -13 |

| 2013年9月17日 20:45 |

| ベンフィカ                       | 2 - 0    | アンデルレヒト |
| ジュリチッチ 4分 · ルイゾン 30分 | レポート |                |

| エスタディオ・ダ・ルス, リスボン 観客数: 29,393人 主審: マヌエル・ガーフェ (ドイツ) |

| 2013年9月17日 20:45 |

| オリンピアコス | 1 - 4    | PSG                                                     |
| ヴァイス 25分  | レポート | カバーニ 19分 · モッタ 68分, 73分 · マルキーニョス 86分 |

| スタディオ・ヨルギオス・カライスカキス, ピレウス 観客数: 31,253人 主審: フェリックス・ブリッヒ (ドイツ) |

| 2013年10月2日 20:45 |

| PSG                                              | 3 - 0    | ベンフィカ |
| イブラヒモビッチ 5分, 20分 · マルキーニョス 25分 | レポート |            |

| パルク・デ・プランス, パリ 観客数: 44,732人 主審: ニコラ・リッツォーリ (イタリア) |

| 2013年10月2日 20:45 |

| アンデルレヒト | 0 - 3    | オリンピアコス              |
|                | レポート | ミトログル 17分, 56分, 62分 |

| コンスタン・ヴァンデン・ストックスタディオン, アンデルレヒト 観客数: 15,918人 主審: トム・ハラル・ハゲン (ノルウェー) |

| 2013年10月23日 20:45 |

| アンデルレヒト | 0 - 5    | PSG                                                     |
|                | レポート | イブラヒモビッチ 17分, 22分, 36分, 62分 · カバーニ 52分 |

| コンスタン・ヴァンデン・ストックスタディオン, アンデルレヒト 観客数: 18,465人 主審: ダビド・フェルナンデス・ボルバラン (スペイン) |

| 2013年10月23日 20:45 |

| ベンフィカ    | 1 - 1    | オリンピアコス  |
| カルドソ 83分 | レポート | ドミンゲス 29分 |

| エスタディオ・ダ・ルス, リスボン 観客数: 38,149人 主審: アルベルト・ウンディアーノ (スペイン) |

| 2013年11月5日 20:45 |

| PSG                   | 1 - 1    | アンデルレヒト  |
| イブラヒモビッチ 70分 | レポート | デ・ゼーウ 68分 |

| パルク・デ・プランス, パリ 観客数: 43,091人 主審: マリヨ・ストラホニャ (クロアチア) |

| 2013年11月5日 20:45 |

| オリンピアコス | 1 - 0    | ベンフィカ |
| マノラス 13分  | レポート |            |

| スタディオ・ヨルギオス・カライスカキス, ピレウス 観客数: 31,461人 主審: ダリル・スコミナ (スロベニア) |

| 2013年11月27日 20:45 |

| アンデルレヒト                | 2 - 3    | ベンフィカ                                             |
| ムベンバ 18分 · ブルーノ 77分 | レポート | マティッチ 34分 · ムベンバ 52分 (o.g.) · ロドリゴ 90分 |

| コンスタン・ヴァンデン・ストックスタディオン, アンデルレヒト 観客数: 16,780人 主審: ダニエレ・オルサート (イタリア) |

| 2013年11月27日 20:45 |

| PSG                                  | 2 - 1    | オリンピアコス |
| イブラヒモビッチ 7分 · カバーニ 90分 | レポート | マノラス 80分  |

| パルク・デ・プランス, パリ 観客数: 44,466人 主審: クレイグ・トムソン (スコットランド) |

| 2013年12月10日 20:45 |

| ベンフィカ                       | 2 - 1    | PSG           |
| リマ 45分 (pen.) · ガイタン 58分 | レポート | カバーニ 37分 |

| エスタディオ・ダ・ルス, リスボン 観客数: 30,089人 主審: マーク・クラッテンバーグ (イングランド) |

| 2013年12月10日 20:45 |

| オリンピアコス                                 | 3 - 1    | アンデルレヒト    |
| サビオラ 33分, 58分 · ドミンゲス 90+5分 (pen.) | レポート | クリエスタン 39分 |

| スタディオ・ヨルギオス・カライスカキス, ピレウス 観客数: 31,444人 主審: ヴォルフガング・シュタルク (ドイツ) |

### グループD
| team                   | 勝点 | 試合 | 勝 | 分 | 負 | 得 | 失 | 差  |
| ---------------------- | ---- | ---- | -- | -- | -- | -- | -- | --- |
| バイエルン・ミュンヘン | 15   | 6    | 5  | 0  | 1  | 17 | 5  | +12 |
| マンチェスター・シティ | 15   | 6    | 5  | 0  | 1  | 18 | 10 | +8  |
| ヴィクトリア・プルゼニ | 3    | 6    | 1  | 0  | 5  | 6  | 17 | -11 |
| CSKAモスクワ           | 3    | 6    | 1  | 0  | 5  | 8  | 17 | -9  |

| 2013年9月17日 20:45 |

| バイエルン・ミュンヘン                           | 3 - 0    | CSKAモスクワ |
| アラバ 4分 · マンジュキッチ 41分 · ロッベン 68分 | レポート |              |

| フースバル・アレナ・ミュンヘン, ミュンヘン 観客数: 68,000人 主審: ジャンルカ・ロッキ (イタリア) |

| 2013年9月17日 20:45 |

| ヴィクトリア・プルゼニ | 0 - 3    | マンチェスター・シティ                      |
|                        | レポート | ジェコ 48分 · トゥーレ 53分 · アグエロ 58分 |

| シュトルンコビー・サディー・スタディオン, プルゼニ 観客数: 11,281人 主審: パオロ・タリアベント (イタリア) |

| 2013年10月2日 20:45 |

| マンチェスター・シティ | 1 - 3    | バイエルン・ミュンヘン                       |
| ネグレド 79分          | レポート | リベリー 7分 · ミュラー 56分 · ロッベン 59分 |

| シティ・オブ・マンチェスター・スタジアム, マンチェスター 観客数: 45,021人 主審: ビョルン・カイペルス (オランダ) |

| 2013年10月2日 18:00 |

| CSKAモスクワ                                             | 3 - 2    | ヴィクトリア・プルゼニ           |
| トシッチ 19分 · 本田圭佑 29分 · ジェズニーク 78分 (o.g.) | レポート | ライトラル 4分 · バコシュ 90+1分 |

| アレナ・ヒムキ, ヒムキ 観客数: 6,000人 主審: バス・ナイファイス (オランダ) |

| 2013年10月23日 18:00 |

| CSKAモスクワ  | 1 - 2    | マンチェスター・シティ |
| トシッチ 32分 | レポート | アグエロ 34分, 42分    |

| アレナ・ヒムキ, ヒムキ 観客数: 14,000人 主審: オヴィディウ・ハツェガン (ルーマニア) |

| 2013年10月23日 20:45 |

| バイエルン・ミュンヘン                                                                   | 5 - 0    | ヴィクトリア・プルゼニ |
| リベリー 24分 (pen.), 61分 · アラバ 37分 · シュバインシュタイガー 64分 · ゲッツェ 90+1分 | レポート |                        |

| フースバル・アレナ・ミュンヘン, ミュンヘン 観客数: 68,000人 主審: アラン・ケリー (アイルランド) |

| 2013年11月5日 20:45 |

| マンチェスター・シティ                                  | 5 - 2    | CSKAモスクワ                   |
| アグエロ 3分 (pen.), 20分 · ネグレド 30分, 51分, 90+2分 | レポート | ドゥンビア 45+1分, 71分 (pen.) |

| シティ・オブ・マンチェスター・スタジアム, マンチェスター 観客数: 38,512人 主審: カルロス・ベラスコ・カルバジョ (スペイン) |

| 2013年11月5日 20:45 |

| ヴィクトリア・プルゼニ | 0 - 1    | バイエルン・ミュンヘン |
|                        | レポート | マンジュキッチ 65分    |

| シュトルンコビー・サディー・スタディオン, プルゼニ 観客数: 11,360人 主審: アントニオ・マテウ・ラオス (スペイン) |

| 2013年11月27日 18:00 |

| CSKAモスクワ         | 1 - 3    | バイエルン・ミュンヘン                               |
| 本田圭佑 62分 (pen.) | レポート | ロッベン 17分 · ゲッツェ 56分 · ミュラー 65分 (pen.) |

| アレナ・ヒムキ, ヒムキ 観客数: 14,000人 主審: アントニー・ゴティエール (フランス) |

| 2013年11月27日 20:45 |

| マンチェスター・シティ                                           | 4 - 2    | ヴィクトリア・プルゼニ      |
| アグエロ 33分 (pen.) · ナスリ 65分 · ネグレド 78分 · ジェコ 89分 | レポート | ホラヴァ 43分 · テツル 69分 |

| シティ・オブ・マンチェスター・スタジアム, マンチェスター 観客数: 37,742人 主審: フィラト・アイディヌス (トルコ) |

| 2013年12月10日 20:45 |

| バイエルン・ミュンヘン       | 2 - 3    | マンチェスター・シティ                                             |
| ミュラー 5分 · ゲッツェ 12分 | レポート | シルバ 28分 · アレクサンダル・コラロフ 59分 (pen.) · ミルナー 62分 |

| フースバル・アレナ・ミュンヘン, ミュンヘン 観客数: 68,000人 主審: ダビド･フェルナンデス･ボルバラン (スペイン) |

| 2013年12月10日 20:45 |

| ヴィクトリア・プルゼニ            | 2 - 1    | CSKAモスクワ |
| コラーシュ 76分 · ワーグネル 90分 | レポート | ムサ 63分    |

| シュトルンコビー・サディー・スタディオン, プルゼニ 観客数: 11,205人 主審: ダミル・スコミナ (スロベニア) |

### グループE
| team                   | 勝点 | 試合 | 勝 | 分 | 負 | 得 | 失 | 差 |
| ---------------------- | ---- | ---- | -- | -- | -- | -- | -- | -- |
| チェルシー             | 12   | 6    | 4  | 0  | 2  | 12 | 3  | +9 |
| シャルケ               | 10   | 6    | 3  | 1  | 2  | 6  | 6  | 0  |
| バーゼル               | 8    | 6    | 2  | 2  | 2  | 5  | 6  | -1 |
| ステアウア・ブカレスト | 3    | 6    | 0  | 3  | 3  | 2  | 10 | -8 |

| 2013年9月18日 20:45 |

| シャルケ                                            | 3 - 0    | ステアウア・ブカレスト |
| 内田篤人 67分 · ボアテング 78分 · ドラクスラー 85分 | レポート |                        |

| シュタディオン・ゲルゼンキルヘン, ゲルゼンキルヒェン 観客数: 49,358人 主審: ジュネイト・チャクル (トルコ) |

| 2013年9月18日 20:45 |

| チェルシー    | 1 - 2    | バーゼル                        |
| オスカル 45分 | レポート | サラー 71分 · シュトレラー 81分 |

| スタンフォード・ブリッジ, ロンドン 観客数: 40,358人 主審: ダニエレ・オルサート (イタリア) |

| 2013年10月1日 20:45 |

| バーゼル | 0 - 1    | シャルケ          |
|          | レポート | ドラクスラー 54分 |

| ザンクト・ヤコブ・パルク, バーゼル 観客数: 33,251人 主審: アルベルト・ウンディアーノ・マジェンコ (スペイン) |

| 2013年10月1日 20:45 |

| ステアウア・ブカレスト | 0 - 4    | チェルシー                                                           |
|                        | レポート | ラミレス 20分, 55分 · ゲオルギエフスキ 44分 (o.g.) · ランパード 90分 |

| アレーナ・ナツィオナラ, ブカレスト 観客数: 36,713人 主審: カルロス・ベラスコ・カルバジョ (スペイン) |

| 2013年10月22日 20:45 |

| ステアウア・ブカレスト  | 1 - 1    | バーゼル      |
| レアンドロ・タトゥ 88分 | レポート | ディアス 48分 |

| アレーナ・ナツィオナラ, ブカレスト 観客数: 23,899人 主審: マテイ・ユグ (スロベニア) |

| 2013年10月22日 20:45 |

| シャルケ | 0 - 3    | チェルシー                         |
|          | レポート | トーレス 5分, 69分 · アザール 87分 |

| シュタディオン・ゲルゼンキルヘン, ゲルゼンキルヒェン 観客数: 54,442人 主審: カッシャイ・ヴィクトル (ハンガリー) |

| 2013年11月6日 20:45 |

| バーゼル    | 1 - 1    | ステアウア・ブカレスト |
| シオ 90+1分 | レポート | ピオヴァッカリ 17分    |

| ザンクト・ヤコブ・パルク, バーゼル 観客数: 30,702人 主審: オレガリオ・ベンケレンサ (ポルトガル) |

| 2013年11月6日 20:45 |

| チェルシー                  | 3 - 0    | シャルケ |
| エトオ 31分, 54分 · バ 83分 | レポート |          |

| スタンフォード・ブリッジ, ロンドン 観客数: 41,194人 主審: スヴァイン・モーエン (ノルウェー) |

| 2013年11月26日 20:45 |

| ステアウア・ブカレスト | 0 - 0    | シャルケ |
|                        | レポート |          |

| アレーナ・ナツィオナラ, ブカレスト 観客数: 50,633人 主審: バス・ナイファイス (オランダ) |

| 2013年11月26日 20:45 |

| バーゼル    | 1 - 0    | チェルシー |
| サラー 87分 | レポート |            |

| ザンクト・ヤコブ・パルク, バーゼル 観客数: 35,208人 主審: ステファヌ・ラノワ (フランス) |

| 2013年12月11日 20:45 |

| シャルケ                          | 2 - 0    | バーゼル |
| ドラクスラー 51分 · マティプ 57分 | レポート |          |

| シュタディオン・ゲルゼンキルヘン, ゲルゼンキルヒェン 観客数: 52,093人 主審: パオロ・タリアベント (イタリア) |

| 2013年12月11日 20:45 |

| チェルシー | 1 - 0    | ステアウア・ブカレスト |
| バ 10分    | レポート |                        |

| スタンフォード・ブリッジ, ロンドン 観客数: 41,181人 主審: ジャンルカ・ロッキ (イタリア) |

### グループF
| team         | 勝点 | 試合 | 勝 | 分 | 負 | 得 | 失 | 差 |
| ------------ | ---- | ---- | -- | -- | -- | -- | -- | -- |
| ドルトムント | 12   | 6    | 4  | 0  | 2  | 11 | 6  | +5 |
| アーセナル   | 12   | 6    | 4  | 0  | 2  | 8  | 5  | +3 |
| ナポリ       | 12   | 6    | 4  | 0  | 2  | 10 | 9  | +1 |
| マルセイユ   | 0    | 6    | 0  | 0  | 6  | 5  | 14 | -9 |

| 2013年9月18日 20:45 |

| マルセイユ             | 1 - 2    | アーセナル                        |
| アイェウ 90+3分 (pen.) | レポート | ウォルコット 65分 · ラムジー 83分 |

| スタッド・ヴェロドローム, マルセイユ 観客数: 38,380人 主審: オレガリオ・ベンケレンサ (ポルトガル) |

| 2013年9月18日 20:45 |

| ナポリ                              | 2 - 1    | ドルトムント       |
| イグアイン 29分 · インシーニェ 67分 | レポート | スニガ 87分 (o.g.) |

| スタディオ・サン・パオロ, ナポリ 観客数: 55,766人 主審: ペドロ・プロエンサ (ポルトガル) |

| 2013年10月1日 20:45 |

| ドルトムント                              | 3 - 0    | マルセイユ |
| レヴァンドフスキ 19分, 79分 · ロイス 52分 | レポート |            |

| BVBシュタディオン・ドルトムント, ドルトムント 観客数: 65,829人 主審: ダビド・フェルナンデス・ボルバラン (スペイン) |

| 2013年10月1日 20:45 |

| アーセナル               | 2 - 0    | ナポリ |
| エジル 8分 · ジルー 15分 | レポート |        |

| アーセナル・スタジアム, ロンドン 観客数: 59.536人 主審: ミロラド・マジッチ (セルビア) |

| 2013年10月22日 20:45 |

| アーセナル  | 1 - 2    | ドルトムント                              |
| ジルー 41分 | レポート | ムヒタリアン 16分 · レヴァンドフスキ 82分 |

| アーセナル・スタジアム, ロンドン 観客数: 60,011人 主審: ヨナス・エリクソン (スウェーデン) |

| 2013年10月22日 20:45 |

| マルセイユ       | 1 - 2    | ナポリ                        |
| A・アイェウ 86分 | レポート | カジェホン 42分 · サパタ 67分 |

| スタッド・ヴェロドローム, マルセイユ 観客数: 39,790人 主審: ジュネイト・チャクル (トルコ) |

| 2013年11月6日 20:45 |

| ドルトムント | 0 - 1    | アーセナル    |
|              | レポート | ラムジー 62分 |

| BVBシュタディオン・ドルトムント, ドルトムント 観客数: 65,829人 主審: ビョルン・カイペルス (オランダ) |

| 2013年11月6日 20:45 |

| ナポリ                                | 3 - 2    | マルセイユ                    |
| インレル 22分 · イグアイン 24分, 75分 | レポート | アイェウ 10分 · トヴァン 64分 |

| スタディオ・サン・パオロ, ナポリ 観客数: 39,148人 主審: セルゲイ・カラセフ (ロシア) |

| 2013年11月26日 20:45 |

| アーセナル             | 2 - 0    | マルセイユ |
| ウィルシャー 1分, 65分 | レポート |            |

| アーセナル・スタジアム, ロンドン 観客数: 59,912人 主審: アントニオ・マテウ・ラオス (スペイン) |

| 2013年11月26日 20:45 |

| ドルトムント                                                     | 3 - 1    | ナポリ            |
| ロイス 10分 (pen.) · ブワシュチコフスキ 60分 · オーバメヤン 78分 | レポート | インシーニェ 71分 |

| BVBシュタディオン・ドルトムント, ドルトムント 観客数: 65,829人 主審: カルロス・ベラスコ・カルバジョ (スペイン) |

| 2013年12月11日 20:45 |

| マルセイユ      | 1 - 2    | ドルトムント                               |
| ディアワラ 14分 | レポート | レヴァンドフスキ 4分 · グロスクロイツ 87分 |

| スタッド・ヴェロドローム, マルセイユ 観客数: 36,655人 主審: マリヨ・ストラホニャ (クロアチア) |

| 2013年12月11日 20:45 |

| ナポリ                              | 2 - 0    | アーセナル |
| イグアイン 73分 · カジェホン 90+3分 | レポート |            |

| スタディオ・サン・パオロ, ナポリ 観客数: 34,027人 主審: カッシャイ・ヴィクトル (ハンガリー) |

### グループG
| team                     | 勝点 | 試合 | 勝 | 分 | 負 | 得 | 失 | 差  |
| ------------------------ | ---- | ---- | -- | -- | -- | -- | -- | --- |
| アトレティコ・マドリード | 16   | 6    | 5  | 1  | 0  | 15 | 3  | +12 |
| ゼニト                   | 6    | 6    | 1  | 3  | 2  | 5  | 9  | -4  |
| ポルト                   | 5    | 6    | 1  | 2  | 3  | 4  | 7  | -3  |
| アウストリア・ウィーン   | 5    | 6    | 1  | 2  | 3  | 5  | 10 | -5  |

| 2013年9月18日 20:45 |

| アウストリア・ウィーン | 0 - 1    | ポルト      |
|                        | レポート | ルチョ 55分 |

| エルンスト・ハッペル・シュターディオン, ウィーン 観客数: 37,500人 主審: クレイグ・トムソン (スコットランド) |

| 2013年9月18日 20:45 |

| アトレティコ・マドリード                                | 3 - 1             | ゼニト      |
| ミランダ 40分 · トゥラン 64分 · レオ・バティストン 80分 | レポート （英語） | フッキ 58分 |

| エスタディオ・ビセンテ・カルデロン, マドリード 観客数: 33,855人 主審: ウィリアム・コルム (スコットランド) |

| 2013年10月1日 18:00 |

| ゼニト | 0 - 0    | アウストリア・ウィーン |
|        | レポート |                        |

| ペトロフスキー・スタジアム, サンクトペテルブルク 観客数: 18,875人 主審: デニス・アイテキン (ドイツ) |

| 2013年10月1日 20:45 |

| ポルト            | 1 - 2    | アトレティコ・マドリード      |
| マルティネス 16分 | レポート | ゴディン 58分 · トゥラン 86分 |

| エスタディオ・ド・ドラゴン, ポルト 観客数: 33,989人 主審: ハワード・ウェブ (イングランド) |

| 2013年10月22日 20:45 |

| ポルト | 0 - 1    | ゼニト            |
|        | レポート | ケルジャコフ 86分 |

| エスタディオ・ド・ドラゴン, ポルト 観客数: 31,109人 主審: パオロ･タリャベント (イタリア) |

| 2013年10月22日 20:45 |

| アウストリア・ウィーン | 0 - 3    | アトレティコ・マドリード                           |
|                        | レポート | ラウール・ガルシア 8分 · ジエゴ・コスタ 20分, 53分 |

| エルンスト・ハッペル・シュターディオン, ウィーン 観客数: 45,675人 主審: ダニエレ・オルサート (イタリア) |

| 2013年11月6日 18:00 |

| ゼニト      | 1 - 1    | ポルト      |
| フッキ 28分 | レポート | ルチョ 23分 |

| ペトロフスキー・スタジアム, サンクトペテルブルク 観客数: 17,786人 主審: トム・ハラル・ハーゲン (ノルウェー) |

| 2013年11月6日 20:45 |

| アトレティコ・マドリード                                                              | 4 - 0    | アウストリア・ウィーン |
| ミランダ 11分 · ラウール・ガルシア 25分 · フィリペ・ルイス 45分 · ジエゴ・コスタ 82分 | レポート |                        |

| エスタディオ・ビセンテ・カルデロン, マドリード 観客数: 29,841人 主審: ヴァド・イシュトヴァーン (ハンガリー) |

| 2013年11月26日 20:45 |

| ポルト            | 1 - 1    | アウストリア・ウィーン |
| マルティネス 48分 | レポート | キーナスト 11分        |

| エスタディオ・ド・ドラゴン, ポルト 観客数: 24,809人 主審: オヴィディウ・ハツェガン (ルーマニア) |

| 2013年11月26日 18:00 |

| ゼニト                           | 1 - 1    | アトレティコ・マドリード |
| アルデルヴァイレルト 74分 (o.g.) | レポート | アドリアン 53分          |

| ペトロフスキー・スタジアム, サンクトペテルブルク 観客数: 17,885人 主審: マーティン・アトキンソン (イングランド) |

| 2013年12月11日 20:45 |

| アウストリア・ウィーン                              | 4 - 1    | ゼニト            |
| ホジナー 44分, 51分 · ユン 48分 · キーナスト 90+3分 | レポート | ケルジャコフ 35分 |

| エルンスト・ハッペル・シュターディオン, ウィーン 観客数: 37,500人 主審: アレクサンデル・スタヴレフ (マケドニア) |

| 2013年12月11日 20:45 |

| アトレティコ・マドリード                      | 2 - 0    | ポルト |
| ラウール・ガルシア 14分 · ジエゴ・コスタ 37分 | レポート |        |

| エスタディオ・ビセンテ・カルデロン, マドリード 観客数: 24,629人 主審: デニズ・アイテクン (ドイツ) |

### グループH
| team         | 勝点 | 試合 | 勝 | 分 | 負 | 得 | 失 | 差  |
| ------------ | ---- | ---- | -- | -- | -- | -- | -- | --- |
| バルセロナ   | 13   | 6    | 4  | 1  | 1  | 16 | 5  | +11 |
| ミラン       | 9    | 6    | 2  | 3  | 1  | 8  | 5  | +3  |
| アヤックス   | 8    | 6    | 2  | 2  | 2  | 5  | 8  | -3  |
| セルティック | 3    | 6    | 1  | 0  | 5  | 3  | 14 | -11 |

| 2013年9月18日 20:45 |

| ミラン                               | 2 - 0    | セルティック |
| イサギレ 82分 (o.g.) · ムンタリ 86分 | レポート |              |

| サン・シーロ, ミラノ 観客数: 54,623 主審: ヴォルフガング・シュタルク (ドイツ) |

| 2013年9月18日 20:45 |

| バルセロナ                          | 4 - 0    | アヤックス |
| メッシ 22分, 55分, 75分 · ピケ 69分 | レポート |            |

| カンプ・ノウ, バルセロナ 観客数: 79,412人 主審: ダスバイン・モーエン (ノルウェー) |

| 2013年10月1日 20:45 |

| アヤックス      | 1 - 1    | ミラン                   |
| デンスビル 90分 | レポート | バロテッリ 90+4分 (pen.) |

| アムステルダム・アレナ, アムステルダム 観客数: 51,692人 主審: ヨナス・エリクソン (スウェーデン) |

| 2013年10月1日 20:45 |

| セルティック | 0 - 1    | バルセロナ  |
|              | レポート | セスク 76分 |

| セルティック・パーク, グラスゴー 観客数: 58,128人 主審: ステファヌ・ラノワ (フランス) |

| 2013年10月22日 20:45 |

| セルティック                         | 2 - 1    | アヤックス      |
| フォレスト 43分 (pen.) · カヤル 53分 | レポート | シェーネ 90+4分 |

| セルティック・パーク, グラスゴー 観客数: 58,719人 主審: イヴァン・ベベク (クロアチア) |

| 2013年10月22日 20:45 |

| ミラン         | 1 - 1    | バルセロナ  |
| ロビーニョ 9分 | レポート | メッシ 23分 |

| サン・シーロ, ミラノ 観客数: 74,487人 主審: フェリックス・ブリッヒ (ドイツ) |

| 2013年11月6日 20:45 |

| アヤックス    | 1 - 0    | セルティック |
| シェーネ 51分 | レポート |              |

| アムステルダム・アレナ, アムステルダム 観客数: 59,908人 主審: デニズ・アイテクン (ドイツ) |

| 2013年11月6日 20:45 |

| バルセロナ                               | 3 - 1    | ミラン           |
| メッシ 30分 (pen.), 83分 · ブスケツ 40分 | レポート | ピケ 45分 (o.g.) |

| カンプ・ノウ, バルセロナ 観客数: 80,517人 主審: ミロラド・マジッチ (セルビア) |

| 2013年11月26日 20:45 |

| セルティック | 0 - 3    | ミラン                                    |
|              | レポート | カカ 13分 · サパタ 49分 · バロテッリ 60分 |

| セルティック・パーク, グラスゴー 観客数: 58,619人 主審: ジュネイト・チャクル (トルコ) |

| 2013年11月26日 20:45 |

| アヤックス                  | 2 - 1    | バルセロナ                       |
| セレロ 19分 · ホーセン 42分 | レポート | シャビ・エルナンデス 49分 (pen.) |

| アムステルダム・アレナ, アムステルダム 観客数: 53,000人 主審: バベル・クローラベツ (チェコ) |

| 2013年12月11日 20:45 |

| ミラン | 0 - 0    | アヤックス |
|        | レポート |            |

| サン・シーロ, ミラノ 観客数: 61,744人 主審: ハワード・ウェブ (イングランド) |

| 2013年12月11日 20:45 |

| バルセロナ                                                           | 6 - 1    | セルティック  |
| ピケ 7分 · ペドロ 40分 · ネイマール 44分, 48分, 58分 · テージョ 72分 | レポート | サマラス 88分 |

| カンプ・ノウ, バルセロナ 観客数: 54,342人 主審: セルゲイ・カラゼフ (ロシア) |